# San Bernardino (El Greco)
San Bernardino  es un lienzo del Greco, realizado en 1603, que forma parte del Retablo de San Bernardino. Pertenece al Museo del Prado, pero está depositado en el Museo del Greco de Toledo. Consta con el número 200 en el catálogo razonado realizado por el historiador del arte Harold Wethey, especializado en el Greco.

## Tema de la obra
Bernardino de Siena fue un fraile franciscano, fundador de los Hermanos menores de la regular observancia. Fue considerado el mayor orador de su tiempo y consagrado al servicio de los enfermos, especialmente durante la plaga que devastó su ciudad en 1400. De gran humildad, rechazó a los obispados de Siena, Urbino y Ferrara, para poder dedicarse mejor a su obra caritativa. En su predicación, Bernardino mostraba a la gente un panel con el monograma IHS (Iesus Hominum Salvator: Jesús, Salvador de los Hombres) en letras doradas, dentro de un círculo azul, rodeado por un Sol radiante.

## Análisis
- Firmado con grandes letras griegas en cursiva, en la parte inferior derecha: δομήνικος θεοτοκóπουλος ε'ποíει

- Pintura al óleo sobre lienzo; 269 x 144 cm.; documentado en 1603.

El Greco representa a San Bernardino de pie, vistiendo el hábito de los franciscanos. Bernardino gira el rostro ligeramente hacia su izquierda, y con su brazo derecho sostiene un bastón coronado por el cristograma IHS y el Sol radiante. Su brazo izquierdo se mantiene lo largo del cuerpo, y bajo su mano izquierda porta un libro encuadernado al estilo plateresco. En la parte inferior derecha del lienzo están representadas las tres mitras episcopales a las que renunció, a fin a continuar su labor de predicación y de caridad. En la parte inferior izquierda, se puede ver un paisaje, que poco tiene que ver con la Toscana o los Abruzos donde Bernardino predicó. En su lugar, está representada una ciudad que recuerda Toledo y sus cigarrales, con un amplio celaje brumoso, como en la mayoría de los paisajes del maestro cretense.
Esta pintura, por sus proporciones, concepto del espacio y posición del personaje, recuerda mucho al San José con el Niño Jesús (Capilla de San José) realizado unos años antes, aunque el colorido es mucho más sobrio y tendente a la monocromía. Por otro lado, es evidente la geometrización del cuerpo de San Bernardino, que parece inscrito en un triángulo isósceles. Incluso su cabeza tiene una estructura triangular, y una diagonal cruza desde el monograma hasta las mitras, pasando a través de su mano izquierda y el libro que sostiene.